# Colrain
Colrain és una població dels Estats Units a l'estat de Massachusetts. Segons el cens del 2000 tenia 1.813 habitants.

## Demografia
Segons el cens del 2000, Colrain tenia 1.813 habitants, 686 habitatges, i 478 famílies. La densitat de població era de 16,1 habitants per km².
Dels 686 habitatges en un 33,7% hi vivien nens de menys de 18 anys, en un 55,2% hi vivien parelles casades, en un 9,5% dones solteres, i en un 30,3% no eren unitats familiars. En el 23,8% dels habitatges hi vivien persones soles el 9,6% de les quals corresponia a persones de 65 anys o més que vivien soles. El nombre mitjà de persones vivint en cada habitatge era de 2,64 i el nombre mitjà de persones que vivien en cada família era de 3,12.
Per edats la població es repartia de la següent manera: un 27,7% tenia menys de 18 anys, un 5,7% entre 18 i 24, un 30,8% entre 25 i 44, un 23,5% de 45 a 60 i un 12,2% 65 anys o més.
L'edat mediana era de 38 anys. Per cada 100 dones de 18 o més anys hi havia 102,2 homes.
La renda mediana per habitatge era de 40.076 $ i la renda mediana per família de 46.518$. Els homes tenien una renda mediana de 32.800 $ mentre que les dones 24.125$. La renda per capita de la població era de 18.948$. Entorn del 4,6% de les famílies i el 6,8% de la població estaven per davall del llindar de pobresa.